# The Healer's War
The Healer's War est un roman de science-fiction américain, paru en 1988, écrit par Elizabeth Ann Scarborough. Cet ouvrage n'a pas été traduit en français.

## Résumé
Kitty McCulley est une jeune infirmière de 21 ans, originaire du Kansas. La guerre du Viet Nam étant à son paroxysme, elle part dans un hôpital de campagne, où elle découvrira les horreurs de la guerre au quotidien, mais aussi la bureaucratie militaire.
Elle fera aussi la connaissance d'un homme sage mais étrange, Xe.
Dans son activité d'infirmière, elle sera aidée par les propriétés mystérieuses d'une amulette donnée par Xe. Cette amulette lui permet de voir « l'aura » des gens qui l'entourent et par conséquent de les comprendre et connaître intimement.
Ceci la mènera dans un étrange voyage à travers la jungle, accompagnée par un jeune garçon unijambiste et un soldat à moitié fou. Au terme de ce voyage, Kitty trouvera une sérénité intérieure lui permettant de faire face à la folie des Hommes et à l'absurdité de certains de leurs actes.

## Prix et distinctions
L'ouvrage a reçu le prix Nebula du meilleur roman 1989.